# Canistrum superbum
Espèce
Synonymes
- Canistrum cruentum F.Muell.
- Nidularium superbum (Lindm.) Ule
- Nidularium wawreanum Mez
- Wittrockia superba Lindm.

Canistrum superbum est une espèce de plantes à fleurs de la famille des Bromeliaceae. C'est une plante tropicale endémique du Brésil et décrite en 1891.

## Synonymes
- Canistrum cruentum F.Muell.
- Nidularium superbum (Lindm.) Ule
- Nidularium wawreanum Mez
- Wittrockia superba Lindm.

## Distribution
L'espèce est endémique du Brésil, présente dans les États côtiers de l'est du pays, notamment dans les États de Rio de Janeiro et Santa Catarina.

## Description
L'espèce est épiphyte ou hémicryptophyte.